# Picăturile lui Flügge
Picăturile lui Flügge (în engleză Flügge's droplets, franceză gouttelettes de Flügge) sau  picăturile respiratorii sunt picături de secreție nazofaringiană, ce conțin germeni patogeni expulzate în aer prin tuse, strănut, conversație, care se reduc dimensional prin evaporare la nucleosoli (engleză droplet nuclei) - particule foarte mici (1–10 μm în diametru), uscate, și pot rămâne în aer pentru perioade lungi de timp, contribuind  astfel la transmiterea unor boli infecțioase de la un individ la altul prin intermediul aerului.

## Boli transmise
Bolile care pot fi de obicei transmise prin picăturile Flügge sunt:
- meningita bacteriană
- varicela
- gripa
- COVID-19
- guturaiul (răceala comună)
- faringitele streptococice
- tuberculoza
- oreionul
- rubeola
- rujeola
- haemophilus
- tusea convulsivă.

## Istorie
Picăturile Flügge au fost astfel denumite după Carl Georg Friedrich Wilhelm Flügge (1847 - 1923) bacteriolog și igienist german.